# Lester Bangs
Pour les articles homonymes, voir Bangs (homonymie).
Œuvres principales
- Psychotic reactions & autres carburateurs flingués
- Fêtes sanglantes et mauvais goût

Leslie Conway Bangs plus connu sous le nom de Lester Bangs, né le 14 décembre 1948 à Escondido (Californie) et mort le 30 avril 1982 à New York, est un journaliste et critique musical américain, auteur et musicien.
Adepte de drogues et d'alcool, il meurt de complications respiratoires en 1982, à l'âge de 33 ans. Il avait beaucoup de projets de romans, d'essais et de livres en tous genres que sa courte vie ne lui a pas permis de mener à terme.

## Critique
Bangs naît à Escondido, en Californie. Sa mère est une dévote faisant partie des Témoins de Jéhovah ; son père meurt lorsqu'il est jeune. Considéré comme l'un des plus grands rock critics de l'histoire, son œuvre atypique dépasse largement le cadre du rock 'n' roll. Elle est souvent considérée comme une œuvre littéraire à part entière, fortement influencée par Bukowski, William S. Burroughs et Kerouac. 
Le premier article de Lester Bangs, en 1969, est une critique (négative) du disque Kick Out the Jams du MC5 pour le compte du magazine Rolling Stone. Alors âgé de vingt ans, Lester Bangs critique l'album avec véhémence, alors que ce dernier rencontre un fort succès auprès du public et des rédactions spécialisées (il se rétracte quelques années plus tard, reconnaissant un certain talent à la formation de Détroit). Il écrit aussi sur la mort par overdose de Janis Joplin : « Ce n’est pas seulement que ce type de mort prématurée soit devenu un fait de la vie qui est perturbant, mais que cela ait été si rapidement accepté comme une normalité. » ("It's not just that this kind of early death has become a fact of life that has become disturbing, but that it's been accepted as a given so quickly").
Lester Bangs publie en tout plus de cent cinquante critiques pour Rolling Stone entre 1969 et 1973, année où il est renvoyé pour « manque de respect envers les musiciens ». Le magazine Creem l'engage alors et lui donne un espace de liberté où il a tout loisir de s'exprimer. Considérant que sa personne est aussi importante que les artistes dont il a à parler, il n'hésite pas à insérer dans ses textes de larges plages autobiographiques (on peut légitimement inscrire Lester Bangs dans le courant du journalisme gonzo). Méprisant toutes les prétentions et cultivant un goût certain pour la provocation, il éprouve un profond dédain pour des groupes comme Led Zeppelin, qu'il n'hésite pas à qualifier de « pédales émaciées » ;  il a, en revanche, un profond respect pour Lou Reed. Lester Bangs invente, développe et promeut une esthétique de joyeux dédain et d'amour de ce qui peut passer pour du déchet. À cela, il donne un nom : le punk. Pour le compte de Creem, il publie plus de cent soixante-dix comptes-rendus et soixante-dix articles, dont certains atteignent la trentaine de pages, notamment celui sur The Clash. Lester Bangs, écrivant dans Stereo Review, décrit l'album Funky Kingston de Toots and the Maytals comme « la perfection, l'ensemble le plus passionnant et diversifié de chansons de reggae par un artiste... »

### Livres traduits en français

#### Recueils d'articles
Deux recueils des articles de Lester Bangs ont été publiés après sa mort :
- Psychotic reactions & autres carburateurs flingués (Psychotic Reactions and Carburetor Dung, 1988) (Tristram, 1996)
- Fêtes sanglantes et mauvais goût (Main Lines, Blood Feasts, and Bad Taste, 2003) (Tristram, 2005)

#### Biographie
- Lester Bangs mégatonnique rock critic (Let It Blurt: The Life and Times of Lester Bangs, 2000) par Jim DeRogatis (Tristram, 2006,  (ISBN 2907681567))

### Livre non traduit
- Blondie (Fireside, 1980)

## Discographie

### Albums
- Lester Bangs and the Delinquents : Jook Savages on the Brazos, LP, Live Wire, 1981.

En 1980, en voyage à Austin, Texas, Bangs rencontre le groupe punk The Delinquents et enregistre avec eux un album durant son séjour. Le groupe s'était formé à la fin des années 1970, avait enregistré un EP, avec le titre Alien Beach Party et l'album The Delinquents en 1980. Pour l'album avec Bangs, Brian Curley est à la basse et Andy Fuertsch à la guitare.
- Birdland, With Lester Bangs, LP, Add On, 1986.

Le 23 juin 1979, Lester Bangs entre aux Studios Electric Lady avec Mickey Leigh, frère de Joey Ramone. Le groupe se sépare deux mois plus tard, les bandes sont égarées puis retrouvées par Leigh qui publie l'album des années plus tard, le finançant par des publicités au dos de pochette. Le groupe a joué une centaine de concerts, avec des musiciens comme David Merrill (basse, qui travaillait à la rénovation du studio et utilisait les clefs en cachette) ou Matty Quick (batterie).

### Single
- Lester Bangs : Let It Blurt / Live, 45t, Spy Records Ltd, 1979.

## Héritage
- Bangs est mentionné dans la chanson de R.E.M. It's the End of the World as We Know It (and I Feel Fine) en 1987.
- Bangs est également mentionné dans la chanson de Dillinger Four Our Science Is Tight.
- Bangs est encore mentionné dans la chanson des Ramones It's Not My Place (In the 9 to 5 World) de l'album Pleasant Dreams en 1981.
- L'auteur de science-fiction Bruce Sterling a écrit son histoire de Dori Bangs (publiée dans Asimov's Science Fiction en 1989) en s'inspirant de Bangs (et de l'auteur de comics Dori Seda). Sterling étudie ce qu'aurait pu faire Bangs s'il avait vécu plus longtemps.
- Bangs est interprété par Philip Seymour Hoffman dans le film autobiographique de Cameron Crowe Presque célèbre (2000), dans lequel un journaliste musical le prend comme idole[4].